# Embalse de Camarasa
El embalse de Camarasa se halla en el río Noguera Pallaresa. La presa está situada en el municipio de Camarasa. El pantano se extiende por los términos de Camarasa, Les Avellanes y Santa Liña y Ager, en la comarca de la Noguera.
La presa fue construida en la década de 1920 por la empresa Barcelona Traction, Light and Power, apodada La Canadiense por su origen en Toronto, con el objetivo de iluminar el área metropolitana de Barcelona, el suministro doméstico y otras aplicaciones como el funcionamiento de los tranvías y la red de Ferrocarriles de Cataluña que unían la ciudad con el Vallés. Con posterioridad, pasó a ser propiedad de FECSA. El uso actual es la producción de energía hidroeléctrica y la regulación de caudales.
El embalse se extiende a lo largo de 20 km, desde el Montsec hasta la unión del río Noguera con el río Segre, poco después de la presa. 
En su margen izquierda, a 6 km de la presa, hay un club náutico. La pesca se realiza en consorcio, porque es un coto. Se encuentran carpa común, barbo, black bass y madrilla.
Todo el contorno es de interés natural por las rapaces, destacando el  quebrantahuesos, el alimoche y el buitre leonado. Es zona de paso de la nutria.